# カルロス・リラ

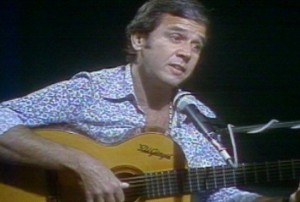
Carlos Lyra

カルロス・リラ (Carlos Lyra)こと、カルロス・エドゥアルド・リラ・バルボーサ(Carlos Eduardo Lyra Barbosa、1933年5月11日 - 2023年12月16日）は、ブラジルの音楽家、作曲家。ボサノヴァの曲を数多く作曲した。ホベルト・メネスカル (Roberto Menescal) と共に、ジョアン・ジルベルトやアントニオ・カルロス・ジョビンがつくりあげた様式に厳密に追随した若手ボサノヴァ・アーティストとしてよく知られている。その後、ナラ・レオン (Nara Leão) らと共に活動的ボサノヴァ・アーティストとして活動し、サンバのルーツへの回帰を追求した。
ヴィニシウス・ジ・モラエスと共にクアルテート・エン・シーの名付け親でもある。
彼は現在でも、作曲、楽曲制作、演奏活動をつづけている。
2023年12月16日の朝にリオデジャネイロで死去。90歳没。

## 作曲家としての代表作
- マリア・ニンゲン (Maria Ninguém)
- ジャズの影響 (Influência do Jazz)

### ヴィニシウス・ヂ・モライスとの共作
- もっとも美しいもの (Coisa Mais Linda / The Most Beautiful Thing)
- あなたと私 (Você e Eu / You and I)
- マリア・モイタ (Maria Moita)
- 私の恋人 (Minha Namorada)